# 中田乡 (黎川县)
中田乡，是中华人民共和国江西省抚州市黎川县下辖的一个乡镇级行政单位。

## 行政区划
中田乡下辖以下地区：
中田村、河东村、营前村、竹际村、公村、黄源村和会源村。